# 元嶺

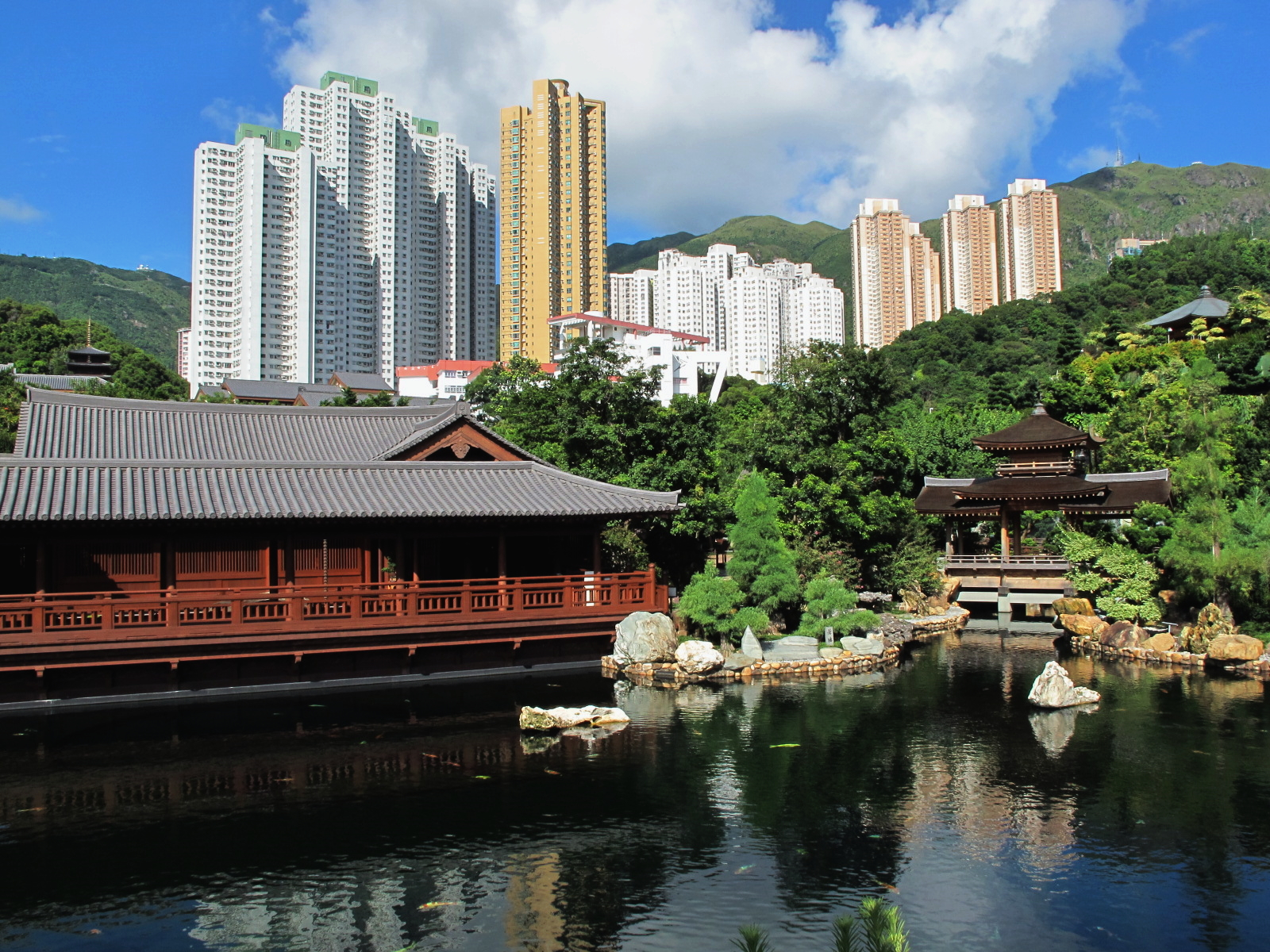
下元嶺南蓮園池

元嶺（英語：Yuen Leng，又稱圓嶺、園嶺）是位於香港九龍鑽石山的一個地方，位於大磡、鑽石山與斧山之間。過去是一片廣大木屋區，可細分為上元嶺和下元嶺。

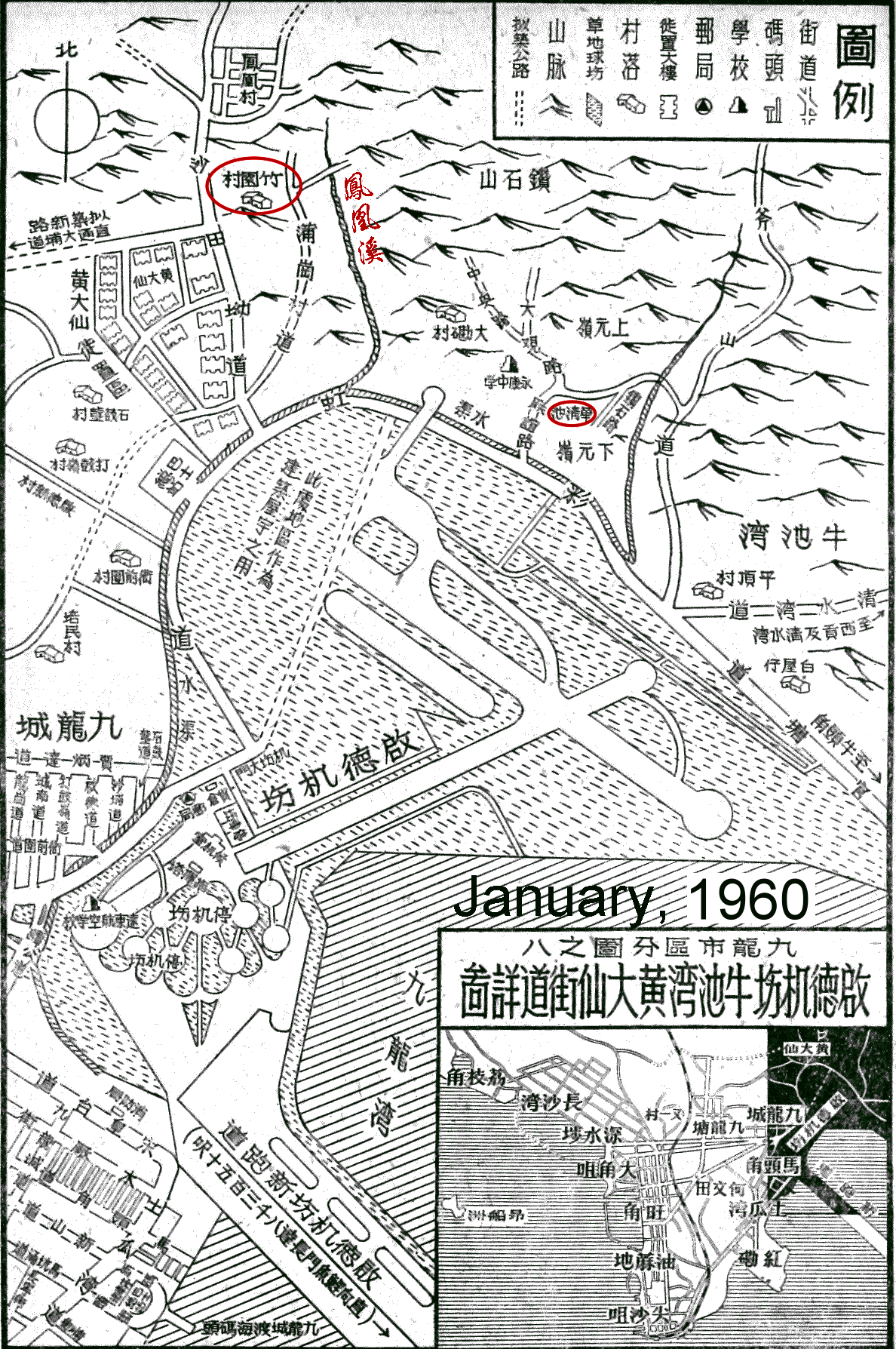

## 歷史

### 戰前時期
元嶺原是一座位於鑽石山南麓的小山崗，即現今啟翔苑一帶。山崗高約54英呎，日治時期因擴建啟德機場被移平。位於山崗四周建有多個早在19世紀已存在的村落，北有大磡村、西南有瓦窰頭、東面有上元嶺、下元嶺兩村。香港九約竹枝詞中載有「愛吃沙梨圓嶺進，蒲崗荔枝實婆娑」。
元嶺是雜姓鄉村，上下元嶺兩村原位於現今龍翔道和觀塘繞道交界，兩村相距不遠，各有至少兩排石屋。上元嶺以劉姓為主，村後在戰前原有一片風水林，下元嶺以凌姓佔大多數，亦有廖氏、賴氏。村內建有凌氏宗祠，凌氏十七世祖凌錦華最晚於清道光年間南遷到九龍城，他的長子凌運盛後來到下元嶺開村，另外兩名兒子則遷到鶴佬村。廖氏原為沙地園原居民，日治時期因擴建啟德機場移居下元嶺。
1934年，葦庵法師和覺一法師在藍昌源等居士協助下，在鑽石山南麓購得華人狀師陳七的別墅，改建成一所佛教女眾十方叢林（志蓮淨苑前身），作為供僧侶清修的場地。志蓮淨苑於1948年開辦義學為貧窮兒童提供教育機會。1957年開辦非牟利的孤兒院及安老院，收容貧苦無依。
1947年，大觀公司購入九龍鑽石山的於1930年代初落成的梁仁甫別墅，改建成大觀片場，位置即今大老山隧道九龍出口一帶。商人盧介石及吳文山等出資於元嶺興建的華清池，於1948年落成。泳池由「中國健身會」營運，是當時少數由私人經營的公眾游泳池。

### 戰後和木屋區時期
戰後時期，數以10萬計的難民從中國大陸逃到香港，香港政府一時間無能力安置此批難民，故此容許他們搭建寮屋居住。部分難民在附近搭建寮屋暫時棲身，難民不斷湧到，上下元嶺兩村之間形成密密麻麻的寮屋區，原居民組織「元嶺鄉公所」，木屋居民組織「九龍元嶺（鑽石山）街坊福利會」共謀福利。下元嶺村口位於彩虹道，木屋區在聯誼路兩邊伸展出去。聯誼路和大觀路交界是元嶺鄉的中心，設有街市，經大觀路向北走便上上元嶺木屋區。
1957年，因殖民地政府低價收地建徙置屋，元嶺鄉聯合九龍十三鄉各鄉奮起抗議，當時驚動中英兩國政府，最後以殖民地政府讓步解決。1960年代末政府興建龍翔道，將元嶺鄉一分為二，居民只能靠一條行人天橋來往上下元嶺。1972年4月，因應龍翔道擴建，部分元嶺寮屋區需要清拆，受影響居民則遷入藍田邨第15座，其中包括藝人劉德華一家。
1988年5月，香港政府因興建大老山隧道而清拆志蓮淨苑及周邊的木屋區，政府的市區重整計劃及熱心人士的支持，造就了志蓮淨苑的重建計劃；至於受影響的居民，則分別遷往將軍澳翠林邨、沙田廣源邨及青衣長發邨。志蓮淨苑的重建工程於1989年展開，全部重建工程於2000年5月18日完竣，並正式落成啟用。
1995-96年，上元嶺木屋區的餘下部份和整個下元嶺木屋區全部清拆，建成斧山公園、宏景花園、佛教志蓮中學新校舍及南蓮園池。

### 知名居民
- 紅綫女
- 薛家燕
- 黃毓民
- 劉德華
- 許氏兄弟他們的父母許冠文、許冠武、許冠英、許冠傑，在搬去蘇屋邨前，曾住上元嶺木屋區。

## 住宅
- 宏景花園
- 帝峰豪苑

## 教育
- 真鐸學校
- 佛教志蓮中學

## 社區設施
- 志蓮淨苑
- 斧山公園
  - 南蓮園池